# La Virgen en una iglesia
La Virgen en una iglesia es una pequeña tabla al óleo del pintor primitivo flamenco Jan van Eyck. La obra, realizada aproximadamente entre los años 1438 y 1440, muestra a la Virgen María con el Niño Jesús en brazos en una catedral gótica. María es presentada como Reina de los Cielos, con una corona adornada de joyas y sosteniendo a un Niño Jesús que la mira y agarra su vestido a la manera iconográfica de la Eleusa, propia de la tradición bizantina del siglo XIII (Virgen de la ternura).
La tracería de los arcos en la parte posterior de la nave contiene tallas de madera que representan episodios de la vida de la Virgen, mientras que una falsa escultura en una hornacina la muestra a ella con el niño en una postura parecida. Erwin Panofsky interpreta esta composición como si las principales figuras de la tabla fueran esculturas que han cobrado vida.  En la entrada de la derecha dos ángeles cantan salmos de un libro de himnos. Al igual que las representaciones bizantinas de la Virgen, Van Eyck presenta una María monumental, exageradamente grande comparada con su entorno. Rayos de luz entran a través de las ventanas de la catedral, que iluminan el interior y crean dos manchas de luz en el suelo. La luz tiene un significado simbólico que alude simultáneamente a la pureza virginal de María y a la presencia etérea de Dios. 
Los historiadores del arte consideran que la tabla es el ala izquierda de un díptico desmantelado; y probablemente su ala opuesta sería el retrato de un donante. Las copias casi contemporáneas del Maestro de 1499 y Jan Gossaert emparejan esta imagen con dos imágenes diferentes en la derecha: una de ellas es un donante arrodillado en un interior; la otra es una escena al aire libre donde el donante es presentado por su santo patrón San Antonio. Ambos pintores hicieron cambios significativos en la composición de van Eyck, quizás adoptando las modas del momento, aunque tales copias han sido descritas como «espiritual, si no estéticamente, desastrosas con el concepto original».  
La Virgen en una iglesia fue documentada por primera vez en 1851. Desde entonces su fecha y atribución han sido ampliamente discutidas por los estudiosos. En un primer momento se consideró un trabajo temprano de Jan van Eyck, y posteriormente se atribuyó a su hermano Hubert van Eyck. En la actualidad se atribuye definitivamente a Jan, y se piensa que es un trabajo tardío, pues presenta técnicas presentes en su obra desde 1430 en adelante. La tabla fue adquirida por la Gemäldegalerie de Berlín en 1874. Fue robada en 1877 y aunque se recuperó al poco tiempo, se perdió su marco original.  Esta obra es hoy considerada una de las principales de Jan van Eyck. Millard Meiss escribió que el esplendor y sutileza de la representación de la luz no tiene igual en el arte occidental. 

## Atribución y fecha
La atribución de la tabla expresa los avances y tendencias de los estudiosos del arte primitivo flamenco en los siglos XIX y XX. Actualmente hay consenso en que fue terminada hacia 1438-1440, sin embargo sigue habiendo quienes la sitúan en fechas tan tempranas como 1424-1429.
Al igual que con las páginas asignadas a Hand G en el Libro de horas de Turín, en el catálogo de Gemäldegalerie del año 1875 se atribuía la autoría a su hermano Hubert van Eyck, y en el año 1911 el historiador del arte Georges Hulin de Loo reivindicaba ese dato. 
Hoy en día esta teoría es apoyada por muy pocos estudios.  En 1912 el catálogo del museo asignó la autoría definitivamente a Jan. 
Igualmente los intentos de fechar la obra han pasado por diferentes cambios de opinión. En el siglo XIX se pensaba que era un trabajo temprano de Jan, terminado hacia el 1410. A principios del siglo XX, Ludwig von Baldass lo fechó en torno al 1424-1429, y por un largo tiempo se situó la obra hacia 1430.  Erwin Panofsky escribió el primer tratado detallado de la tabla, y la fechó en el 1432-1434. Sin embargo, basándose en las investigaciones de Meyer Schapiro, Panofsky cambió la fecha a finales de la década de 1430 en su escrito Early Netherlandish painting del año 1953. 
Un estudio comparativo con la obra Santa Bárbara (1437) realizado en los años setenta, concluía que La Virgen de la iglesia había sido terminada después de 1437.
En los años noventa, Otto Pächt consideró que podía tratarse de un trabajo tardío de Jan van Eyck, pues había características en común con el tratamiento del interior del matrimonio Arnolfini, fechado en 1434. 
A principios del siglo XXI Jeffrey Chipps Smith y John Oliver Hand lo situaron entre 1426 y 1428, afirmando que podía ser la primera pieza conservada firmada por Jan. 

## La tabla

### Descripción

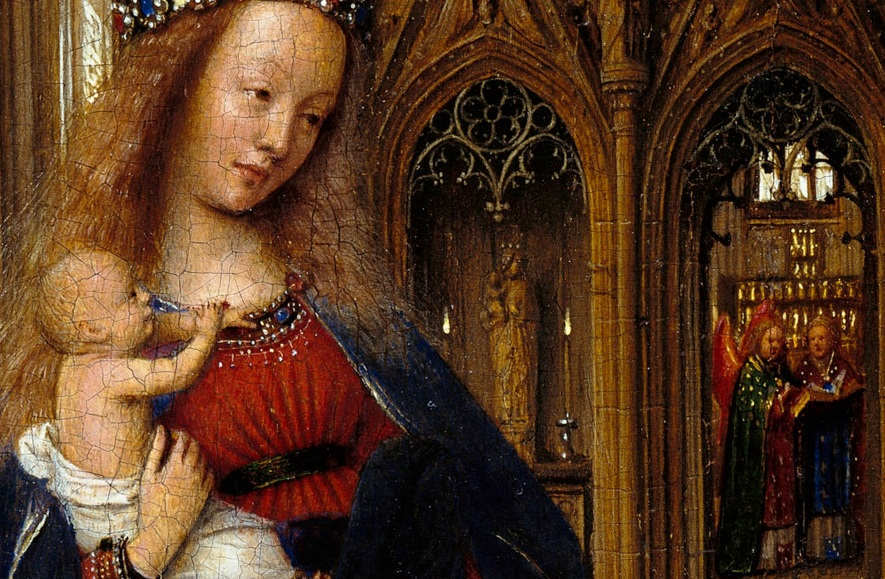
La Virgen en la iglesia (detalle). Se puede observar la estatua de la Virgen detrás; a la derecha dos ángeles cantan.

Con unas medidas de 31 cm x 14 cm, la pintura puede incluso ser considerada una miniatura, en congruencia con la mayoría de dípticos devocionales del siglo XV. El tamaño reducido facilitaba la movilidad y la asequibilidad, y animaba al espectador a acercarse para ver los detalles. 
La pintura muestra a María llevando una capa azul oscuro —color utilizado tradicionalmente para enfatizar su humanidad— sobre un vestido rojo. El dobladillo del vestido está adornado con letras bordadas en oro, en las que puede leerse SOL y LU,  o quizás SIOR SOLE HEC ES, seguramente fragmentos de las palabras latinas para sol (sole) y luz (lux).  En su cabeza hay una corona, y en los brazos lleva al niño Jesús que descansa los pies en su mano izquierda. El niño, envuelto en una tela blanca, apoya sus manos en el cuello del vestido de la Virgen. 
En el fondo de la iglesia se encuentran otras representaciones de la Virgen. Detrás de las figuras principales, en el coro alto, hay una hornacina con una escultura de la Virgen entre dos velas encendidas, y a la derecha se ven dos ángeles cantando (quizás los mismos himnos que había inscritos en el marco). Sobre la hornacina hay relieves que muestran la Anunciación y su Coronación. De esta forma, los episodios de la vida de María como madre de Jesús son representados en el cuadro.  En un pilar de la izquierda cuelga una tabla de oraciones que se dividen en dos columnas —similar a la tabla de oraciones representada por Rogier van der Weyden en el Tríptico de los Siete Sacramentos (1445-50)—. Estas oraciones repiten las palabras que había en el marco original. Por las ventanas del claristorio se entrevén los arcos arbotantes, y también son visibles algunas telarañas situadas entre los arcos de la bóveda.  
Los rayos de luz entran por las ventanas superiores e iluminan el interior. El día luminoso se suma a la luz suave de la velas, mientras que la parte baja del espacio pictórico se mantiene relativamente poco iluminada.  Las sombras arrojadas por la catedral pueden ser vistas junto al coro y cerca del pasillo.  Pero el ángulo de estas sombras es llamativamente realista para principios del siglo XV, y es tan detallado que parece estar basado en la observación del comportamiento de la luz, lo cual es una innovación posterior. Sin embargo, a pesar de estar representada la luz tal y como aparece en la naturaleza, la inclinación de su caída no es realista. Panofsky observó que la luz del sol entra por las ventanas del norte, pero que los coros de las iglesias de la época normalmente estaban orientados hacia el este, por lo que la luz debería entrar desde el sur. Él sugiere que la luz no pretende ser natural, sino representar lo divino, y por lo tanto aquí se siguen las leyes del simbolismo y no las de la naturaleza. 

### Marco e inscripciones
Según Elisabeth Dhanes, la forma del marco original se parecería a aquella de los paneles superiores del Políptico de Gante, diseñado por el hermano de Jan, Hubert.  Ella considera que el marco actual es demasiado estrecho y pequeño y que simula torpemente el mármol.  Gracias a un detallado inventario del año 1851 conocemos el texto exacto que aparecía en el marco original. Estaba escrito con una forma poética, y comenzaba en la parte inferior, extendiéndose por los bordes verticales y terminando en el borde superior.   En la parte inferior se leía FLOS FLORIOCOLORUM APPELLARIS; y en los lados y parte superior continuaba MATTER HEC EST FILLIA PATER EST NATUS QUIS AUDIVIT TALIA DEUS HOMO NATUS ETCET («La madre es la hija. El padre ha nacido. ¿Quién ha visto tal cosa? Dios nacido hombre»). Estas líneas formarían parte de un himno medieval a la Natividad.  En la quinta estancia del himno (no incluida en la transcripción de van Eyck) se lee, «Igual que el rayo de sol por el cristal. Atravesado pero no manchado. Así la Virgen. Virgen permanecerá.»  Las letras en el vestido hacen referencia a la inscripción del marco. En otra obra de van Eyck — La Virgen del canónigo Van der Paele (1436)— aparecen palabras similares en el vestido de la Virgen,  un pasaje del Libro de la Sabiduría (7:29) donde se lee EST ENIM HAEC SPECIOSIOR SOLE ET SUPER OMNEM STELLARUM DISPOSITIONEM. LUCI CONPARATA INVENITUR PRIOR («Porque ella es más bella que el sol, y brilla más que cada constelación de estrellas. Comparada con la luz ella es superior»). 
Algunos estudiosos sugieren que las inscripciones buscaban dar vida a otras estatuas y representaciones de María. Otros, incluido Craig Harbison, piensan que eran puramente funcionales. Dado que los dípticos de la época estaban dedicados a la devoción privada y a la reflexión, las inscripciones serían leídas como ensalmos u oraciones para la indulgencia. Harbinson observa que los encargos privados de van Eyck están inusualmente llenos de oraciones inscritas, y que esas palabras podrían haber tenido una función similar a tablas de oraciones, o más concretamente «alas de oraciones», del tipo de las que aparecen en el tríptico de la National Gallery de Londres Virgen con el Niño.  

### Arquitectura

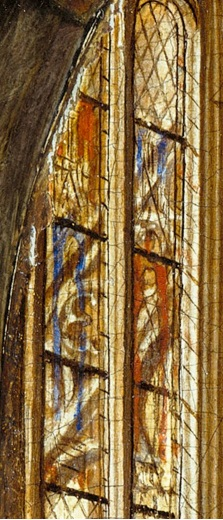
Detalle de ventana situada a la izquierda de la tabla.

Los trabajos tempranos de van Eyck suelen mostrar iglesias y catedrales de estilo románico, representando el Templo de Jerusalén como marco histórico con motivos decorativos tomados exclusivamente del Antiguo Testamento.  Ese no es el caso de esta pintura, donde el Niño Jesús ocupa el mismo espacio que el Cristo crucificado y la iglesia es propia del gótico de la época, mientras que la postura y escala de la Virgen se deben a convenciones propias del arte bizantino y del gótico internacional. 

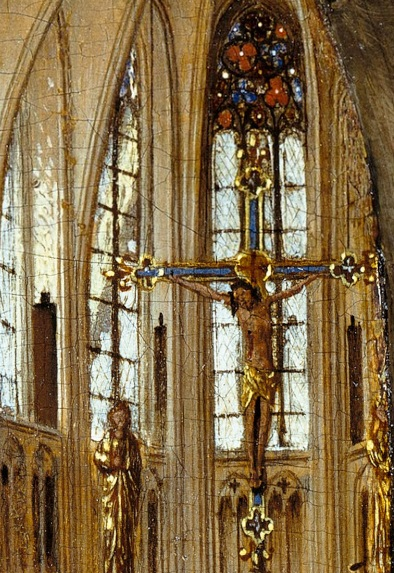
Detalle de la crucifixión, en la parte superior derecha

Van Eyck representa la arquitectura con una precisión que no se había visto antes en la pintura del norte de Europa.
Los diferentes elementos arquitectónicos de la catedral están tan detallados y bien delineados, que los historiadores del arte coinciden en que van Eyck debía tener suficientes conocimientos de arquitectura para hacer ciertas distinciones. Incluso, partiendo de la precisión de los detalles, varios estudiosos han intentado vincular la pintura con algún edificio concreto. Sin embargo, como en el resto de pinturas de van Eyck, la estructura es imaginada y probablemente una idealización de lo que él consideraba un espacio arquitectónico perfecto. Este hecho se constataría en una serie de características impropias de una iglesia de la época, como la situación de un triforio con arcos de medio punto sobre columnatas apuntadas.
Varios investigadores argumentan que van Eyck no se fijó en un edificio existente ya que debía crear un espacio idealizado para la aparición de María.  Algunos edificios que han sido propuestos como posibles modelos (al menos parcialmente) son la Iglesia de San Nicolás en Gante, la Basílica de Saint-Denis, la catedral de Dijon, la catedral de Lieja y la catedral de Colonia,  además de la basílica de Tongeren, que contiene un triforio y un claristorio muy similares.  La basílica de Torengen es una de las pocas iglesias de la región que por su orientación sí permitiría la luz que presenta el cuadro en una mañana de verano.  Además esta iglesia guardaba una estatua de la Virgen con el Niño a la que se atribuían poderes milagrosos (aunque la estatua actual es posterior a van Eyck). 
Pächt describe esta obra en términos de «ilusión interior» y ve una falta intencionada de cohesión en la perspectiva. La relación entre las partes del edificio no es mostrada en su totalidad, y la transición entre el primer plano y el fondo está oculta por la figura de la Virgen, que tapa los pilares del crucero; el suelo de la mitad es prácticamente eliminado, y nuestra visión no llega a ser consciente de este hecho.  La ilusión es acentuada por el uso del color en la luminosidad: el interior es sombrío, mientras que el exterior parece estar bañado en una luz brillante. 

### Ventanas y vidrieras
De forma inusual para una catedral gótica del siglo XIII, la mayoría de las ventanas tienen cristales sin colores.  John L. Ward observó que la única ventana que mostraba al completo la parte superior era aquella que estaba detrás del crucifijo suspendido. Esa ventana, de frente al espectador, contiene intrincados dibujos de flores rojas y azules. Por efecto visual las flores ofrecen la ilusión de situarse encima de la misma cruz, de igual modo que si emanaran de ella. 
Ward ve en este hecho una referencia subliminal a la iconografía y mitología del árbol de la vida en el libro del Génesis. El autor reconoce sin embargo la sutileza de esta ilusión, y el hecho de que ninguna de las dos copias conocidas de la obra (cercanas en fecha) incluye este motivo. La idea de flores brotando de la cruz podría estar tomada de la Crucifixión de Masaccio de 1426. Ward concluye que van Eyck llevó la idea más lejos al mostrar las flores surgiendo de otra fuente, y que el artista buscó pintar el momento en el que el árbol de la vida y la cruz cobran vida mientras el espectador observa. 

## Interpretación e iconografía

### La luz
A principios del siglo XV María ocupaba un lugar central en la iconografía cristiana, y a menudo era representada como aquella donde «la palabra se hace carne», por obra de la luz divina. Durante la Edad Media la luz era un símbolo de la Inmaculada Concepción y del nacimiento de Cristo; se pensaba que la luz de Dios había pasado a través del cuerpo de María, igual que la luz atraviesa un cristal. 

Anunciación, Jan van Eyck, c 1434. Galería Nacional de Arte, Washington D. C.

Lo divino representado de esta forma es un motivo que aparece en los textos en latín del vestido de María (que compara su belleza con la luz divina)  y del marco. Otra fuente de luz, que también parece de origen divino, ilumina la cara de la Virgen. Y las dos manchas de luz en el suelo proporcionan una atmósfera mística, que indica la presencia de Dios.  Las dos velas que iluminan la estatua, en la hornacina del fondo, son símbolos de la encarnación, bañada en la luz natural.
Entre los pintores nórdicos del siglo XV, la luz fue una forma popular de representar el misterio de la Encarnación y la paradoja de la concepción «virgo intacta».
Antes de los primitivos flamencos si un pintor quería representar el brillo celestial solía pintar el objeto con oro brillante. Se enfatizaba la descripción del objeto y no tanto el efecto de la luz a través de él. Van Eyck fue uno de los primeros en trabajar la saturación de la luz, sus gradaciones y efectos lumínicos en el espacio pictórico. Él precisó de qué forma el color de un objeto podía variar según la cantidad de luz. Este juego de luces es evidente en esta pintura, especialmente en el vestido y en la corona de la Virgen, a través de su pelo y de su manto. 

### Forma iconográfica de la Eleusa

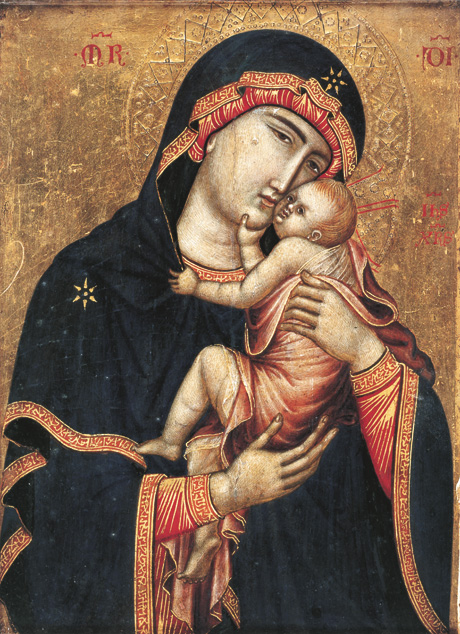
Virgen de Cambrai, (anónimo), hacia 1340. Catedral de Cambrai

Es ampliamente aceptado que esta tabla es una de las dos últimas representaciones hechas por Jan van Eyck de la Virgen con el Niño antes de su muerte en 1441. La otra sería la Virgen en la fuente de Amberes.
Ambas muestran a la Virgen de pie, vestida de azul. Esta postura y el color de la vestimenta contrastan con el tratamiento que hace en otras obras anteriores, donde la Virgen suele aparecer sentada y vestida de rojo. El modelo de María de pie existía en el arte bizantino, y ambas pinturas son versiones modificadas de la iconografía de la Eleusa, llamada también Virgen de la ternura, donde la Virgen y el Niño juntan las mejillas, y el Niño acaricia la cara de su madre. 
Durante los siglos XIV y XV muchas de estas imágenes fueron importadas al norte de Europa, y fueron copiadas por las primeras generaciones de artistas flamencos, entre otros. 
La iconografía bizantina —tipificada por el artista desconocido que realizó la Virgen de Cambrai— y los sucesores del siglo XIV como Giotto, favoreció la presentación de la Virgen en una escala monumental. Sin duda van Eyck absorbió estas influencias. Se piensa que el primer contacto fue cuando visitó Italia, lo cual ocurrió entre 1426 y 1428, antes de que el icono de Cambrai fuera llevado al Norte.  
Estas dos tablas de van Eyck siguieron el hábito de la reproducción, y a su vez fueron ampliamente copiadas durante el siglo XV.  
Es posible que las referencias bizantinas de estas pinturas tengan relación con los intentos de la diplomacia del momento de una reconciliación con la Iglesia ortodoxa, en lo que el mecenas de van Eyck, Felipe el Bueno, tomó gran interés. El retrato de van Eyck del Cardenal Niccolò Albergati (hacia 1431), representa a uno de los diplomáticos del papa más implicado en estos esfuerzos. 

### María y la iglesia
Van Eyck le da a María tres roles: Madre de Cristo, personificación del triunfo de la Iglesia, y Reina de los Cielos. La pintura, casi una miniatura por sus dimensiones, presenta a una María de proporción irreal comparada con la iglesia donde se encuentra. Ella domina físicamente la catedral. La distorsión de la escala se encuentra en otras pinturas de la Virgen obra de Van Eyck, y refleja una tradición que enlaza con tipologías ítalo-bizantinas —mejor conocidas a través de la madona de Ognissanti (h. 1310) de Giotto—.
Till-Holger Borchert interpreta que Van Eyck no pinta a María en la iglesia, sino una metáfora que presenta a María como iglesia.  Esta idea fue sugerida ya en 1941 por Erwin Panofsky. Sin embargo, los historiadores del arte del siglo XIX que pensaban que era un trabajo temprano en la carrera del pintor, atribuían las dimensiones de la Virgen a un fallo de escala. 
La Virgen es presentada como si se tratara de una aparición mariana. Probablemente en la tabla de enfrente, ahora perdida, habría un donante arrodillado. 
La aparición de un santo frente a una persona era una escena común en el arte de la época,  y se encuentra en otras obras de Van Eyck, como la Virgen del canónigo Van der Paele (1434-36).

### Peregrinaje
Como las tablillas de oraciones situadas en un pilar eran atributos característicos de las iglesias de peregrinación, Harbison relaciona la pintura con este fenómeno. Ese tipo de tablillas contenían oraciones que al ser recitadas frente a una imagen concreta de la iglesia, se pensaba que atraía la indulgencia o una reducción de tiempo en el Purgatorio. La estatua de la Virgen con el Niño en el nicho del fondo podría representar una de esas imágenes, mientras que la inscripción de un himno alrededor del marco perdido, terminando en ETCET (etcétera), habría indicado al espectador recitar el himno completo, tal vez para una indulgencia. El propósito de esta pintura podría ser por lo tanto llevar el acto del peregrinaje al propio entorno. Esto habría sido atractivo para Felipe el Bueno, que si bien realizó varias peregrinaciones en persona, también hay registro de que pagó a Van Eyck para realizar una peregrinación de su parte en 1426, lo cual era una práctica aceptable en la época. 
La Virgen y el Niño del primer plano podrían representar a las estatuas del fondo cobrando vida. Harbison incluso sugiere que las dos manchas de luz en el suelo replican las dos velas junto a la estatua, y observa que las copias existentes conservan la tablilla de oraciones, y una de ellas la acerca al primer plano. 

## Dípticos perdidos y copias

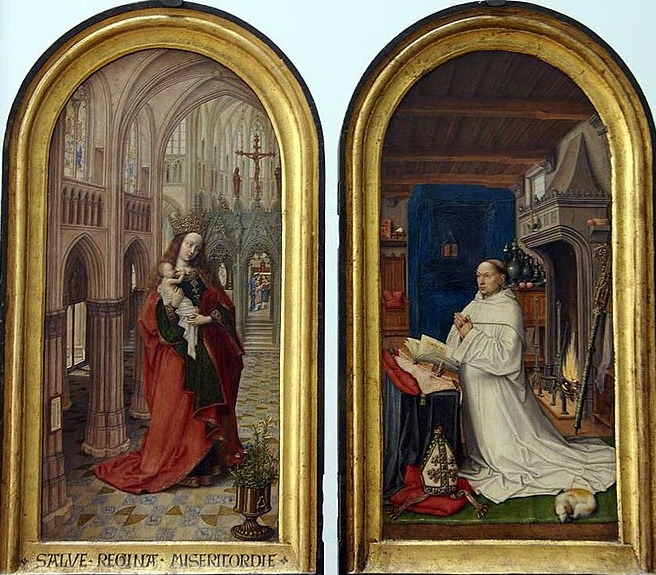
Maestro de 1499, Virgen y el Niño con un retrato del abad Christiaan de Hondt; Museo Real de Bellas Artes, Amberes.

Varios estudiosos creen que hay suficientes indicios de que la tabla era el ala izquierda de un díptico desmantelado. El marco tiene enganches, por lo que anteriormente iría unido a otra tabla.  Por otro lado, la composición parece estar simétricamente equilibrada si se completa con una pintura en la derecha: María dirige su mirada más allá de la tabla, y podría estar mirando a un donante arrodillado.
Para Harbison el panel es, casi con total certeza, solo el ala izquierda de un díptico religioso.  Dhanens observa la mirada de la Virgen y recuerda la característica de los dípticos y trípticos de los Países Bajos, donde la mirada del santo se dirige a un donante.  Otro indicador sería la orientación oblicua de la catedral, que sugiere la continuación de la imagen en otra ala —de forma parecida a la Anunciación del Maestro de Flémalle,  y especialmente al Tríptico de la familia Braque de Roger van der Weyden, donde la continuidad entre las tablas es enfatizada.
Existen dos copias contemporáneas normalmente atribuidas al Maestro de 1499 y a Jan Gossaert, que fueron terminadas mientras el original estaba en la colección de Margarita de Austria. Las dos copias muestran la tabla como el ala izquierda de un díptico religioso, y con el donante arrodillado en el ala derecha.  Sin embargo, las dos tablas donde aparecen los donantes presentan escenarios muy diferentes. La versión de 1499 muestra al abad cisterciense Christiaan de Hondt rezando en su lujosa alcoba,  mientras que Gossaert representa al donante Antonio Siciliano, acompañado por San Antonio en un paisaje. Se desconoce si alguna de estas versiones se basa en el trabajo original de Van Eyck. 
La Virgen de 1499 es una adaptación donde el artista ha cambiado varios elementos, pero los historiadores del arte consideran que estas alteraciones han perjudicado a la composición. 
La tabla atribuida a Gossaert muestra cambios aun más significativos, aunque más logrados. Así, Gossaert cambia el centro de la composición al añadir una sección en la zona derecha; viste a la Virgen completamente de azul oscuro; y cambia sus rasgos faciales. 
Ambas copias omiten las manchas de luz en el suelo, eliminando un elemento místico que había en la obra original,  quizás porque su significado no fue captado por estos artistas posteriores.  Por otro lado, que Gossaert siguiera otros aspectos del original con gran fidelidad evidencia la alta estima que sentía por la habilidad técnica y estética de Van Eyck, y su versión es vista por algunos como un homenaje.  En cuanto al maestro de 1499, se puede percibir su admiración hacia Van Eyck en la otra tabla del díptico, que contiene varias características que recuerdan al Retrato de Giovanni Arnolfini y su esposa, como la representación de las vigas del techo o el color rojo y la textura de las telas. 
Entre 1520 y 1530 el iluminador de Gante Simon Bening, creó una Virgen con el Niño que recuerda tanto a la tabla de Van Eyck que podría ser considerada una copia perdida. Sin embargo, esta obra es aún más cercana a la Virgen de Cambrai al incluir una aureola de santidad, que ya no estaba de moda en el arte flamenco del siglo XV. La Virgen de Bening es distinta de las otras dos copias en que se trata de una única tabla, y no de un díptico, y en que sus colores se separan radicalmente del original. Se piensa que su fuente no fue la tabla de Van Eyck, sino la copia de Gossaert.

## Procedencia
La historia de esta pieza está llena de vacíos. Incluso en los periodos donde existe algún registro, suele tratarse de datos confusos.
Prácticamente no existe registro entre principios del siglo XVI y 1851.
El historiador León de Laborde documentó un retablo en un pueblo cerca de Nantes en 1851, el cual contenía una Virgen con un niño dentro de una iglesia, que describió como «pintado en madera, muy bien preservado, aún en su marco original».  La descripción contiene detalles sobre la inscripción del marco.  Otro documento de 1855 se refiere a una Virgen en la iglesia que se pensaba que era de Hubert y Jan van Eyck. Pertenecía a Monsieur Nau, que la había comprado por 50 francos a una gobernanta de François Cacault, diplomático francés que adquirió varias pinturas en Italia. 
Otra tabla de descripción parecida fue comprada en Aquisgrán por el coleccionista Barthold Suermondt, en algún momento de la década de 1860. Se catalogó en 1869 con una detallada descripción del marco. Se creyó que este trabajo procedía de Nantes,  sugiriendo que se trataba de la misma tabla que aquella mencionada en 1851. La colección de Suermondt fue comprada por el museo de Berlín en mayo de 1874, como parte de un conjunto de 219 pinturas.  
En 1877 la pintura fue robada, y se recuperó diez días después, pero sin el marco. El catálogo del museo de Berlín de 1875 atribuye la pintura a un imitador de van Eyck. El catálogo de 1883 describe el original como perdido, afirmando que la pintura de Berlín es una copia. Sin embargo, su autenticidad fue verificada poco después, y el catálogo del museo de 1904 ya atribuye la obra a Jan van Eyck. 
Se piensa que el primer propietario de la pintura sería Felipe el Bueno, pues una pintura cuya descripción encaja con esta tabla fue registrada en un inventario de 1567. Este inventario se refería a obras de la biznieta de Felipe el Bueno, Margarita de Austria, quien heredó la mayoría de la colección de arte.
En la descripción del registro se lee «Ung autre tableaul de Nostre-Dame, du duc Philippe, qui est venu de Maillardet, couvert de satin brouché gris et ayant fermaulx d'argent doré et bordé de velours vert. Fait de la main Johannes.»" Por las convenciones de los nombres se sabe que «Johannes» se referiría probablemente a Jan van Eyck, y «duc Philippe» a Felipe. 